# Boaedon lineatus
Boaedon lineatus är en ormart som beskrevs av Duméril, Bibron och Duméril 1854. Boaedon lineatus ingår i släktet Boaedon och familjen Lamprophiidae. Inga underarter finns listade i Catalogue of Life.
Arten förekommer i västra och centrala Afrika österut till Centralafrikanska republiken och söderut till centrala Kongo-Kinshasa. Honor lägger ägg.